# Casey Stengel
Charles Dillon Stengel, detto Casey (Kansas City, 30 luglio 1890 – Glendale, 29 settembre 1975), è stato un allenatore di baseball e giocatore di baseball statunitense che ha giocato nel ruolo di esterno nella Major League Baseball (MLB). È stato introdotto nella National Baseball Hall of Fame nel 1965 per i suoi meriti come allenatore.

## Carriera
Nel 1910 Stengel iniziò una carriera professionistica che durò oltre mezzo secolo. Dopo quasi tre stagioni nelle minor league, raggiunse le major league sul finire del 1912, come esterno per i Brooklyn Dodgers. Nelle successive sei stagioni trovò qualche successo, incluso il pennant di nel 1916 National League ma sviluppò anche la reputazione di buffone. Dopo ripetute dispute contrattuali con il proprietario dei Dodgers, Charlie Ebbets, Stengel fu scambiato con i Pittsburgh Pirates nel 1918; tuttavia si arruolò nella Marina quell'estate, rimanendovi fino al termine della prima guerra mondiale. Dopo avere fatto ritorno al baseball, continuò le sue dispute contrattuali, venendo ceduto ai Philadelphia Phillies (nel 1919) e ai New York Giants  (nel 1921). Lì imparò molto sul baseball dal loro manager, John McGraw, ed ebbe alcuni momenti di gloria, come avere battuto un fuoricampo interno in gara 1 delle World Series 1923 battendo Yankees. La sua carriera da giocatore si chiuse con i Boston Braves nel 1925, dopo di che iniziò la carriera come manager.
I primi vent'anni della nuova carriera di Stengel ebbero spesso scarsi risultati, in particolare nei periodi con i Dodgers (1934–1936) e i Braves (1938–1943). In seguito ebbe qualche successo nelle minor league e il general manager degli Yankees George Weiss lo assunse come manager nell'ottobre del 1948. Con la squadra Stengel vinse cinque World Series consecutive (1949–1953), l'unico allenatore della storia ad esservi riuscito. Anche se la squadra vinse dieci pennant in dodici stagioni e sette World Series, negli ultimi due anni ebbe meno successo, finendo terzo nel 1959 e finendo sconfitto nelle World Series 1960. Si dimise poco dopo quella sconfitta all'età di 70 anni.
Stengel divenne famoso per il suo humor e per i suoi discorsi a volte inconcludenti con gli Yankees e queste qualità di showman furono sfruttate dai neonati New York Mets quando lo assunsero nel finire del 1961. Nella prima stagione ebbe un record di 40–120, il maggior numero di sconfitte per una squadra della MLB nel ventesimo secolo. La squadra finì ultima in tutte le quattro stagioni in cui fu allenata da Stengel ma attirò un cospicuo numero di tifosi. Stengel si ritirò nel 1965 e divenne una presenza fissa negli eventi legati al baseball per il resto della sua vita. Anche se Stengel è a volte definito uno dei più grandi manager della storia della MLB, altri mettono in contrasto i suoi successi negli anni con gli Yankees con la mancanza di vittorie negli altri casi, concludendo che fosse un buon manager solo quando aveva dei buoni giocatori.

## Palmarès

### Giocatore
- World Series: 2

New York Giants: 1921, 1922

### Allenatore
- World Series: 7

New York Yankees: 1949-1953, 1956, 1958